# 村野浄水場
村野浄水場（むらのじょうすいじょう、英称: Murano Water Treatment Plant）は、大阪府枚方市村野高見台にある、大阪広域水道企業団の浄水場。日本第1位の施設能力を有する大規模浄水場であり、世界的にも珍しい立体式の階層系浄水施設を持ち、近代水道百選にも選ばれている。

## 概要
1960年（昭和35年）6月に着工、1963年（昭和38年）7月に竣工した。その後に階層系浄水施設が整備され、現在では阪神甲子園球場の約8.2倍の敷地で1日あたり約106万m3（令和5年度：25mプールで約3,000杯）の水道水を供給している。1994年（平成6年）7月から一部施設でオゾン・粒状活性炭を使った高度浄水処理が開始され、1998年（平成10年）7月からはすべて高度浄水処理が行われている。
原水は淀川の表流水を磯島取水場（京阪御殿山駅近く）から取水している。大阪広域水道企業団は、大阪市を除く大阪府内の42市町村に対して年間約5億1千万m3（令和5年度）の水道水を供給しているが、村野浄水場からの供給量はそのうちの概ね4分の3を占めている。

## 特徴的な施設

### 階層系浄水施設
昭和40年代の大阪府域における都市化の進展に伴い、さらなる水需要の増加が予測されたため、村野浄水場の拡張事業が計画された。新浄水施設については、既存の施設を共用して効率的な管理運用を行うため、村野浄水場に隣接して建設する必要があった一方で、平面的な浄水施設を建設するための用地が確保できなかったため、各浄水施設を立体的に集約して敷地の縮小化を図ることとした。また、本施設は、地上7階、地下2階の棟内にある60以上の水槽を常時5万m3以上の水が流れる巨大かつ特殊な構造物であるため、耐震性の確保に関して京都大学工学部建築学科の小堀研究室に依頼し、1/30の模型による振動実験等を実施し、構造設計に反映した。なお、当初の施設建設時には、オゾン接触池、オゾン発生機室、粒状活性炭吸着池についてはスペースの確保のみにとどめ、水源水質の状況等に応じて1990年（平成2年）度から高度浄水処理関連の工事に着手した。
|       | 着工                   | 通水                  | 高度浄水処理開始     | 施設能力     |
| ----- | ---------------------- | --------------------- | -------------------- | ------------ |
| 1号棟 | 1974年（昭和49年）10月 | 1977年（昭和52年）7月 | 1994年（平成6年）7月 | 275,000m3/日 |
| 2号棟 | 1977年（昭和52年）10月 | 1980年（昭和55年）7月 | 1994年（平成6年）7月 | 275,000m3/日 |

本施設では、1階に配置された凝集沈澱池で処理をした後、最上階に配置された急速ろ過池に揚水し、フロアを下りながら順次オゾン処理、粒状活性炭処理を行い、最後に棟外の塩素混和池で消毒（塩素処理）を行っている。1号棟の南面外壁には、村野浄水場の主要な水源である琵琶湖と周辺の山々が図案化され、タイルの形状と色の濃淡によって表現されている。

### コイセンサー
1994年（平成6年）4月から、コイによる原水水質監視装置（コイセンサー）を磯島取水場に導入している。原水の水質が悪化した際に水質の悪い水槽から良い水槽へと移動するコイの習性を利用して、テレビカメラで常時撮影したコイの動きをリアルタイムで画像処理し、コイの異常な行動パターンが判別された場合は自動的に警報が出る体制を整えている。

### 省エネ設備
水位差発電設備
階層系浄水施設内の池の水位差を利用して発電するために、小型水力発電機（最大出力240kW）が1985年（昭和60年）から設置されている。
太陽光発電設備
沈澱池における藻類の発生を遮光により抑制するため、覆蓋を兼ねた太陽光発電パネル（最大発電容量360kW）が2001年（平成13年）から設置されており、平成13年度「新エネ大賞」（新エネルギー財団会長賞）を受賞した。
これらにより、2009年（平成21年）4月には地産地消の新エネルギー導入事例を評価・選定する「新エネ百選」に選定され、2010年（平成22年）12月には環境省の「地球温暖化防止活動環境大臣表彰」（対策技術導入・普及部門）を受賞した。また、2011年（平成23年）2月には資源エネルギー庁により「次世代エネルギーパーク」として認定された。
2023年（令和5年）年8月からは、関西電力との間で締結した「カーボンニュートラルの推進等に関する包括連携協定」に基づき、PPA（Power Purchase Agreement:電力販売契約）により太陽光発電設備（発電容量495kW）を平面系高度浄水処理棟屋上に設置している。
天然ガスコージェネレーションシステム
浄水処理の過程で発生する土をガスタービン発電機から出る排熱により乾燥することで減量・減容させ、余熱でさらに蒸気タービンを稼働させるコンバインドサイクル発電を行う施設があり、平成12年度「新エネ大賞」（新エネルギー財団会長賞）を受賞した。本施設は1999年（平成11年）11月から運転を開始したが、老朽化等による更新に伴い2015年（平成27年）に撤去された。

## エピソード
1998年（平成10年）7月22日に村野浄水場で開催された高度浄水処理水全量通水イベントの際には、河内家菊水丸をゲストに迎えて「平成十年　水音頭」が披露され、浄水場の一部を一般に開放して盆踊り大会などが行われた。また、その様子はABCラジオ『こころ晴天・水曜日』の公開生放送によってラジオ中継された。
テレビ大阪『たかじんNOマネー』（2013年（平成25年）8月17日放送分）の企画の中で、「川越シェフのお店で出されている800円の水は、以下に出された三つのうちどれか?」を当てようとして八代英輝が選んだのは、村野浄水場から供給されているメッセンジャー黒田の実家（東大阪市）の水道水（台所の蛇口から採取したもの）であった。のちに当日の出演者は皆、口を揃えて「これ（メッセンジャー黒田の実家の水道水）が甘くて一番美味しい」と答えた。
テレビ朝日『科捜研の女　正月スペシャル』（2016年（平成28年）1月3日放送）のロケ地として、村野浄水場の浄水中央管理室（番組内の設定は関西国際空港安全管理センター）、無線機室などが使用された。